# Lázaros Lámprou
Lázaros Lámprou (grec moderne : Λάζαρος Λάμπρου), né le 19 décembre 1997 à Kateríni en Grèce, est un footballeur grec qui joue au poste d'ailier gauche au Volos FC.

## Biographie

### Panathinaïkos
Natif de Kateríni en Grèce, Lázaros Lámprou passe par le club de sa ville natale, le Pontioi Katerini FC, avant de rejoindre l'un des plus grands clubs du pays, le Panathinaïkos, où il peaufine sa formation. Le 13 mars 2014, il signe son premier contrat professionnel. En 2014, il fait partie des 40 meilleurs jeunes talents nés en 1997, selon le journal The Guardian.
Lázaros Lámprou fait ses débuts professionnels le 28 octobre 2015, lors d'une rencontre de Coupe de Grèce face à l'APO Levadiakos, que le Panathinaïkos remporte par trois buts à zéro.

### Iraklis
Ne jouant que très peu avec son club formateur, Lámprou refuse de signer un nouveau contrat avec le Panathinaïkos, et il s'engage avec l'Iraklis Thessalonique, le 5 septembre 2016. Le 12 septembre suivant, il joue son premier match avec l'Iraklis, face à l'AEL Larissa. Il inscrit également son premier but ce jour-là, et son équipe fait match nul (2-2).

### Transfert au PAOK et prêt à Panionios
Le 29 décembre 2016, le PAOK Salonique annonce l'arrivée de Lámprou avec un contrat de trois ans et demi. Il est cependant prêté dans la foulée au Paniónios GSS.
En 2017 il est nommé dans la liste des 98 joueurs pour le prix du Golden Boy. Il est le seul joueur grec de la liste avec Antónis Stergiákis.

### Fortuna Sittard
Le 31 août 2018, Lázaros Lámprou est à nouveau prêté pour la saison 2018-2019, cette fois-ci au Fortuna Sittard, tout juste promu en première division. Le 16 septembre suivant, il joue son premier match avec le Fortuna, lors d'une rencontre d'Eredivisie face au NAC Breda. Il entre en jeu en cours de partie ce jour-là, et son équipe s'impose sur le score de trois buts à deux. Le 21 octobre de la même année, il inscrit ses deux premiers buts en faveur de son nouveau club, contribuant à la victoire de son équipe face à De Graafschap (3-1).

### Prêts
Le 31 juillet 2020, Lázaros Lámprou est prêté pour une saison avec option d'achat au FC Twente. Le prêt est finalement interrompu en décembre 2020 et il fait son retour au PAOK, où il est mis à disposition de l'équipe première.

### Excelsior Rotterdam
Le 31 août 2022, Lázaros Lámprou rejoint l'Excelsior Rotterdam. Il signe un contrat courant jusqu'en juin 2024, plus une année supplémentaire en option.

### Raków Częstochowa
Le 9 juillet 2024, Lázaros Lámprou rejoint la Pologne afin de s'engager en faveur du Raków Częstochowa. Il signe un contrat de trois ans, soit jusqu'en juin 2027, avec une année supplémentaire en option.

### En sélection
Avec les moins de 17 ans, Lázaros Lámprou inscrit un but et délivre une passe décisive lors d'un match amical contre l'Ukraine en février 2014.
Avec les moins de 18 ans, il inscrit un but lors d'une rencontre amicale face à la Russie en janvier 2015.
Avec les moins de 19 ans, il inscrit trois buts, contre Chypre, la Lituanie, et l'Angleterre. Il délivre également deux passes décisives, contre la Moldavie et la Géorgie.
Le 22 mars 2017, Lázaros Lámprou reçoit sa première sélection avec l'équipe de Grèce espoirs, lors d'un match contre l'équipe de Hongrie espoirs. Les Grecs remportent ce match sur le score de deux buts à un, et Lámprou se montre décisif en marquant son premier but lors de cette partie, et en délivrant également une passe décisive.